# Samsung Securities Cup 2002
La Samsung Securities Cup 2002 è stato un torneo di tennis facente parte della categoria ATP Challenger Series nell'ambito dell'ATP Challenger Series 2002. Il torneo si è giocato a Seul in Corea del Sud dal 21 al 27 ottobre 2002 su campi in cemento.

## Vincitori

### Singolare
Werner Eschauer ha battuto in finale  Igor' Kunicyn che si è ritirato sul punteggio di 6-2

### Doppio
Jaymon Crabb /  Mark Nielsen hanno battuto in finale  Federico Browne /  Rogier Wassen per walkover